# Skotmannshóll
Skotmannshóll är en kulle i republiken Island. Den ligger i regionen Suðurland, 60 km öster om huvudstaden Reykjavík. Toppen på Skotmannshóll är 83 meter över havet.
Trakten runt Skotmannshóll är nära nog obefolkad, med mindre än två invånare per kvadratkilometer. Närmaste större samhälle är Selfoss, omkring 12 kilometer väster om Skotmannshóll. Trakten runt Skotmannshóll består i huvudsak av gräsmarker.